# Bodenham Moor
Bodenham Moor – przysiółek w Anglii, w hrabstwie Herefordshire, w dystrykcie (unitary authority) Herefordshire. Leży 10,3 km od miasta Leominster, 10,4 km od miasta Hereford i 191,4 km od Londynu. W 2016 miejscowość liczyła 568 mieszkańców.